# 亞歷山大·克瓦希涅夫斯基

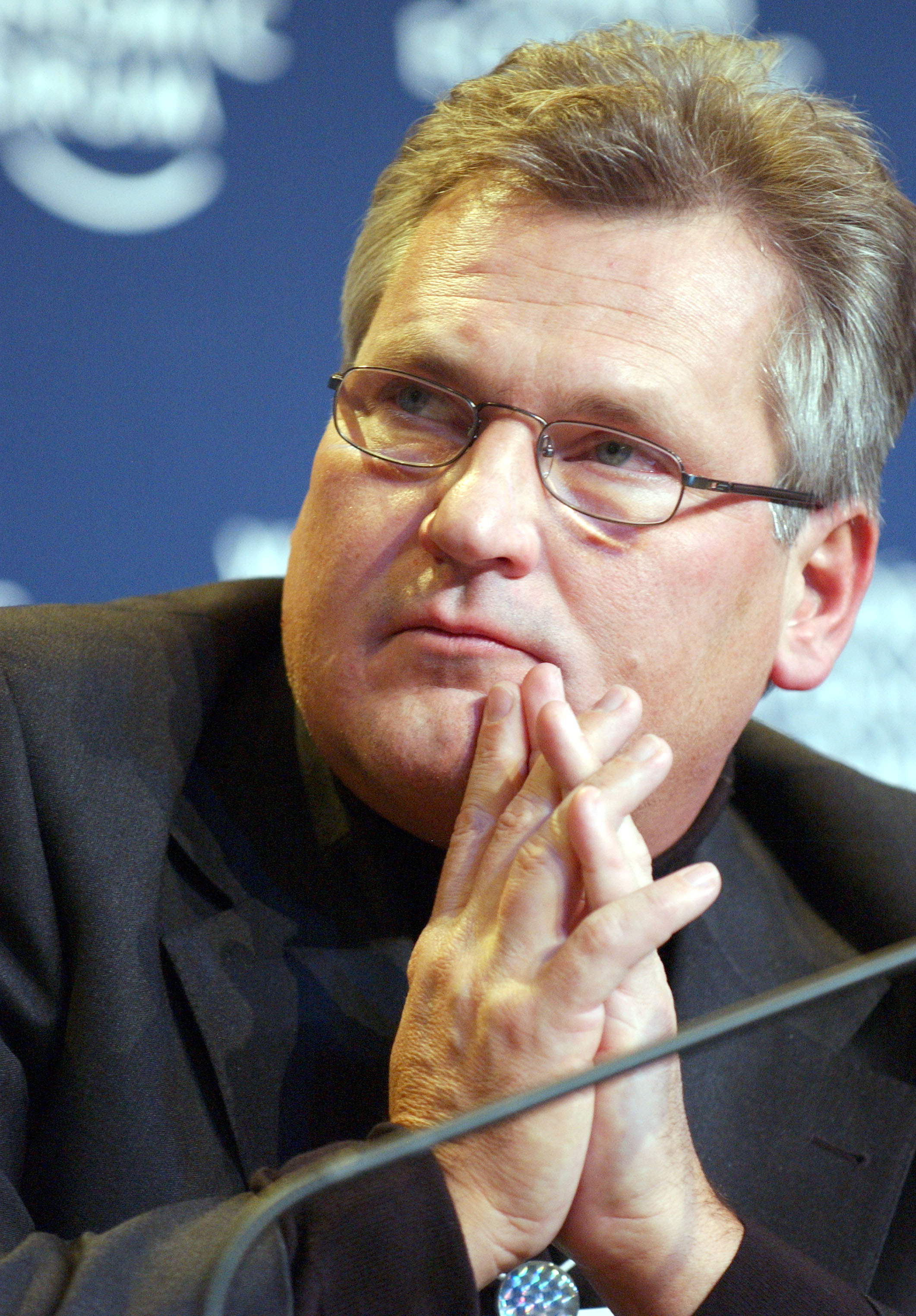
亞歷山大·克瓦希涅夫斯基

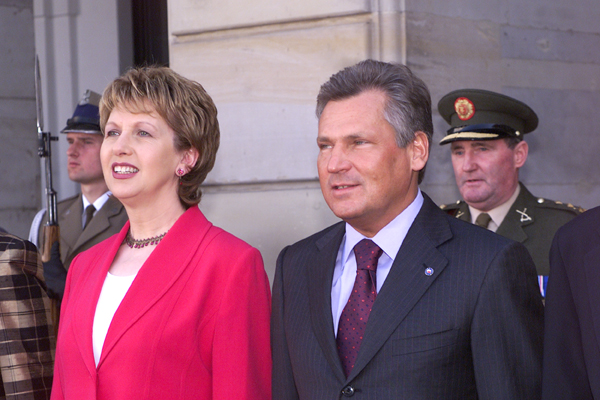
亞歷山大·克瓦希涅夫斯基與愛爾蘭共和國總統瑪麗·麥亞烈斯

亚历山大·克瓦希涅夫斯基（波蘭語：Aleksander Kwaśniewski，發音：[alɛˈksandɛr kfaɕˈɲiefskʲi] ⓘ；1954年11月15日—），波蘭政治人物及记者，曾任第3任波兰总统（1995年－2005年）及国会议员（1991年－1995年）。他也是目前為止，在波蘭民主化後唯一的左派總統。

## 總統
1985年，波兰最高领导人沃伊切赫·雅鲁泽尔斯基为争取年轻人的支持，任命时任《青年旗帜报》主编、30岁的克瓦希涅夫斯基担任政府青年事务部部长。
1989年，作为波兰统一工人党代表参加圆桌会议，担任工会问题政府方主席。同年6月4日，在议会选举中竞选参议员失败。1990年1月27日，在波兰共和国社会民主党成立大会堂上当选最高委员会主席。
在1995年波兰总统选举中，他作为波兰共和国社会民主党候选人胜出，接替列赫·瓦文萨担任总统一职。在2000年波兰总统选举中，再次胜出，成功连任。是首位連任成功的民選總統。
2001年九一一襲擊事件中，6位波蘭公民在美國喪生。克瓦希涅夫斯基總統於2002年9月11日替首都華沙斯卡伊茨維斯基公園內的九一一事件波蘭遇難者紀念碑揭幕。

## 调解人
卸任总统后，2006年3月，克瓦希涅夫斯基在美国乔治城大学埃德蒙·A·沃尔什外事学院教授欧洲当代政治与民主化。
2009年4月在访谈中表示想担当唐納德·图斯克总理（公民綱領）和莱赫·卡钦斯基总统（法律與公正）的斡旋者。“如果我们需要调解人，就必须是非常有能力之人。例如我认为 Janusz Palikot 不是最好的。我能做如果我需要的，我们应该一起会面并且解决或许并非困难的问题。对于我们最重要应该是我们的法律和公益。为了战胜邪恶我们必须做得好”。

## 评价
前中華人民共和国驻波兰大使刘彦顺：“在当代波兰剧烈变化的历史进程中，在人生的崎岖坎坷的旅途中，克瓦希涅夫斯基始终朝气蓬勃、锐意进取，始终站在为国家为民族兴盛而奋斗的前沿。他演奏的青年人生三部曲是：始则不到30岁即在政坛上崭露头角，继则在波兰剧变的风浪中作为社民党的创始人而蜚声社会，终则冲破艰难险阻问鼎总统宝座到达权力的顶峰。”

## 荣誉

### 外国勋章奖章
- 一等白狮勋章附颈饰（捷克，2004年[5]）